# Пероксимоносульфат калію
Пероксимоносульфат калію — неорганічна сполука з хімічною формулою KHSO5. Широко використовується як окисник, наприклад, у басейнах і спа (зазвичай його називають моноперсульфатом або «MPS»). Це калієва сіль пероксимоносульфатної кислоти. Зазвичай пероксимоносульфат калію доступний у вигляді потрійної солі 2KHSO5·KHSO4·K2SO4, відомої як Оксон.
Стандартний електродний потенціал для пероксимоносульфату калію становить +1,81 В з напівреакцією, що генерує сульфат водню (pH = 0):
 HSO−5 + 2H+ + 2e− → HSO−4 + H2O

## Оксон
Пероксимоносульфат калію сам по собі є відносно незрозумілою сіллю, але його похідна під назвою Оксон має комерційну цінність. «Оксоном» називають потрійну сіль 2KHSO5·KHSO4·K2SO4. Оксон має довший термін зберігання, ніж пероксимоносульфат калію. Оксон є білою водорозчинною твердою речовиною, яка втрачає <1% своєї окислювальної здатності на місяць.

### Виробництво
Оксон виробляється з пероксисульфатної кислоти, яка утворюється in situ шляхом поєднання олеуму та пероксиду водню. Обережна нейтралізація цього розчину гідроксидом калію дозволяє кристалізувати потрійну сіль.

### Використання

#### Очищення
Оксон широко використовується для очищення. Він відбілює зубні протези, окиснює органічні забруднення в плавальних басейнах,[джерело?] та очищує мікросхеми для виробництва мікроелектроніки.

#### Органічна хімія
Оксон є універсальним окиснювачем в органічному синтезі. Він окиснює альдегіди до карбонових кислот; у присутності спиртових розчинників можна отримати естери. Внутрішні алкени можуть бути розщеплені до двох карбонових кислот (див. нижче), тоді як кінцеві алкени можуть бути епоксидовані. Сульфіди дають сульфони, третинні аміни — аміноксиди, фосфіни — фосфіноксиди.
Ще однією ілюстрацією окисної здатності цієї солі є перетворення похідної акридину у відповідний акридин-N-оксид.
Оксон окиснює сульфіди до сульфоксидів, а потім до сульфонів.
Оксон перетворює кетони в діоксирани. Синтез диметилдіоксирану (DMDO) з ацетону є прикладом. Діоксирани є універсальними окиснювачами і можуть бути використані для епоксидування олефінів. Зокрема, якщо вихідний кетон є хіральним, тоді епоксид може утворюватися енантіоселективно, що є основою епоксидування Ши.